# REBCO
REBCOは、REBa2CuOy（REは希土類元素）で表わされる組成式を持つ銅酸化物超伝導体を指す略称である。

## 線材としての応用
さまざまな高温超電導体が開発される中、それらの用途はバルク状超伝導体が主であり、送電線、超電導リニア、核磁気共鳴分光計、MRIなどへの応用に必要とされる線材化の開発は、従来の金属系超伝導体と比較して性能、強度、生産性の両立が困難であるため、2009年にREBCO線材が発売されるまで実用化に耐える線材は存在しなかった。セラミックスであるREBCO超伝導体は脆いので、線材として必要な屈曲性に劣るが、薄膜化する事により柔軟性を付与する事でき、線材としての応用が可能となる。また、結晶方位によっても臨界電流密度が大きく変わるため、線材の全長に渡って結晶軸を揃えることが不可欠であり、エピタキシャル成長を利用して高配向REBCO膜を作製する技術が要求される。実現のためには、結晶性および配向性の良好な緩衝層の成長技術と、均一なREBCOエピタキシャル膜の作製が鍵となる。

## 製法
それぞれの製法に一長一短がある。どの製法を採用するかは通常は品質、生産性、費用対効果を考慮して決められる。
電子ビーム共蒸着法
電子ビーム共蒸着法は、各元素ごとに蒸着レートを決定することができ、組成制御が容易に行える方法である。真空容器内で複数の蒸着源を個々に電子ビームで加熱蒸発させ、ヒーターによって加熱された基板上に薄膜として成長させる。
レーザアブレーション(PLD)法
PLD法はPVD(物理気相蒸着)法の一種で、装置自体は他のPVD薄膜作製技術と比べ、最も単純で薄膜作製も容易で堆積させた薄膜の組成がターゲットに近く、レーザ光を吸収する物質であれば高融点の物質でも容易に薄膜化できるという利点を有する方法で、真空チャンバー内の焼結体ターゲットにパルスレーザを断続的に照射してターゲットをアブレーションすることにより放出されるフラグメント（イオン、クラスタ、分子、原子）をターゲットと対向して配置された基板上に薄膜を堆積させる。
有機金属化学気相蒸着法(MOCVD)
高真空を必要とせず、大面積、複雑な形状の基板にも成膜が可能で生産性が高く、量産性に優れている方法である。原料槽に入れた金属錯体原料をヒーターで加熱し液体状態にし、キャリアガスを原料槽内に流通することにより、気化した原料ガスを反応室へと導き、セラミックヒーターで加熱された基板上に蒸着させ成膜を行う。